# 科贝尔-阿贝尔
科贝尔-阿贝尔（法語：Corbère-Abères，法語發音：[kɔʁbɛʁ abɛʁ]）是法国大西洋比利牛斯省的一个市镇，属于波城区。

## 历史
该市镇于1801-1806年间由原市镇科贝尔（Corbère）和阿贝尔（Abères）合并而成。1833年，市镇多芒热（Domengeux）并入科贝尔-阿贝尔。

## 地理
科贝尔-阿贝尔（43°28'22"N, 0°5'18"W）面积7.08 平方千米，位于法国新阿基坦大区大西洋比利牛斯省，该省份为法国东南部省份，涵盖了贝阿恩与北巴斯克，西临大西洋比斯開灣，北至朗德省，东北接热尔省，东临上比利牛斯省，南与西班牙接壤。
与科贝尔-阿贝尔接壤的市镇（或旧市镇、城区）包括：巴西永-沃泽、卡斯蒂永（朗贝县）、埃斯屈雷斯、朗贝、蒙科、塞梅阿克-布拉雄。
科贝尔-阿贝尔的时区为UTC+01:00、UTC+02:00（夏令时）。

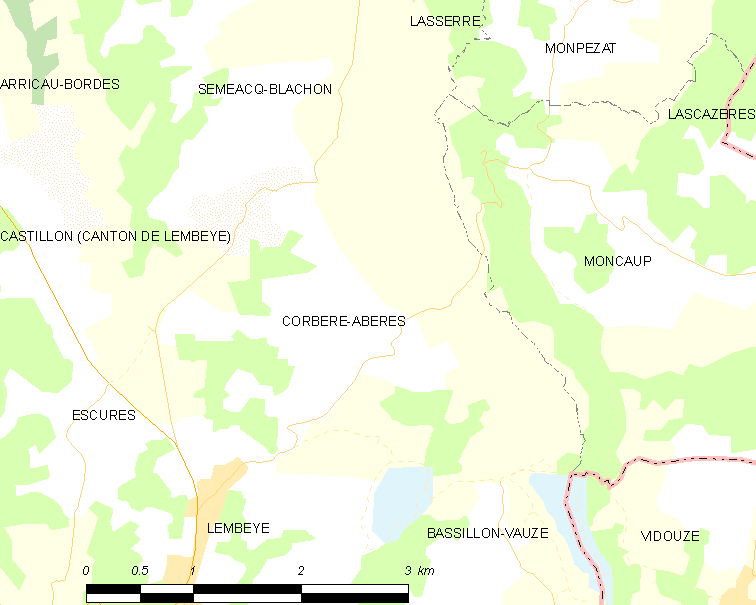
科贝尔-阿贝尔的OSM定位图

## 行政
科贝尔-阿贝尔的邮政编码为64350，INSEE市镇编码为64193。

## 政治
科贝尔-阿贝尔所属的省级选区为吕伊河土地和维克比伊山坡县。

## 人口

1962-2008年间科贝尔-阿贝尔人口变化图示

科贝尔-阿贝尔于2022年1月1日时的人口数量为95人。